# Коцюбинське (Іванківський район)
Коцюбинське (Миколаївка) — колишнє село (хутір) в Україні, за 12 км від ЧАЕС та за 32 км від колишнього райцентра — міста Чорнобиль, серед лісу вздовж місцевої дороги, в Іванківському районі Київської області. До 1986 року входило до складу Чорнобильського району. На момент аварії — найменше поселення району.
Село виникло у першій чверті ХХ століття. Вперше показане на радянській карті 1931 року як хутора Коцюбинського, на карті 1937 року згадане вже під відомою назвою. Станом на 1937 рік село мало 31 двір. Мало вигляд перегорнутої літери Т, забудова розташовувалася вздовж дороги та прилеглої бічної вулиці.
В адміністративному відношенні село спочатку підпорядковувалося Городчанській сільській раді, а потім після її ліквідації 10 серпня 1954 року — Чапаєвській сільській раді, в підпорядкуванні якої перебувало до останнього. На межі 1970-80-х рр. у селі проживало близько 60 мешканців. Напередодні аварії на ЧАЕС у селі проживало 32 особи, 21 двір.
Після аварії на станції 26 квітня 1986 село було відселене внаслідок сильного забруднення, а мешканці переселені у с. Людвинівка та Фасова. Офіційно зняте з обліку 1999 року за відсутністю жителів.
Після Чорнобильської катастрофи село увійшло до 10-кілометрової зони відчуження.
Частина села згоріла під час лісових пожеж у 1987 році.
Частина території села згоріла під час лісових пожеж у 2020 році.
З кінця лютого до 1 квітня 2022 року село було окуповане російськими військами.